# Мудуму (національний парк)

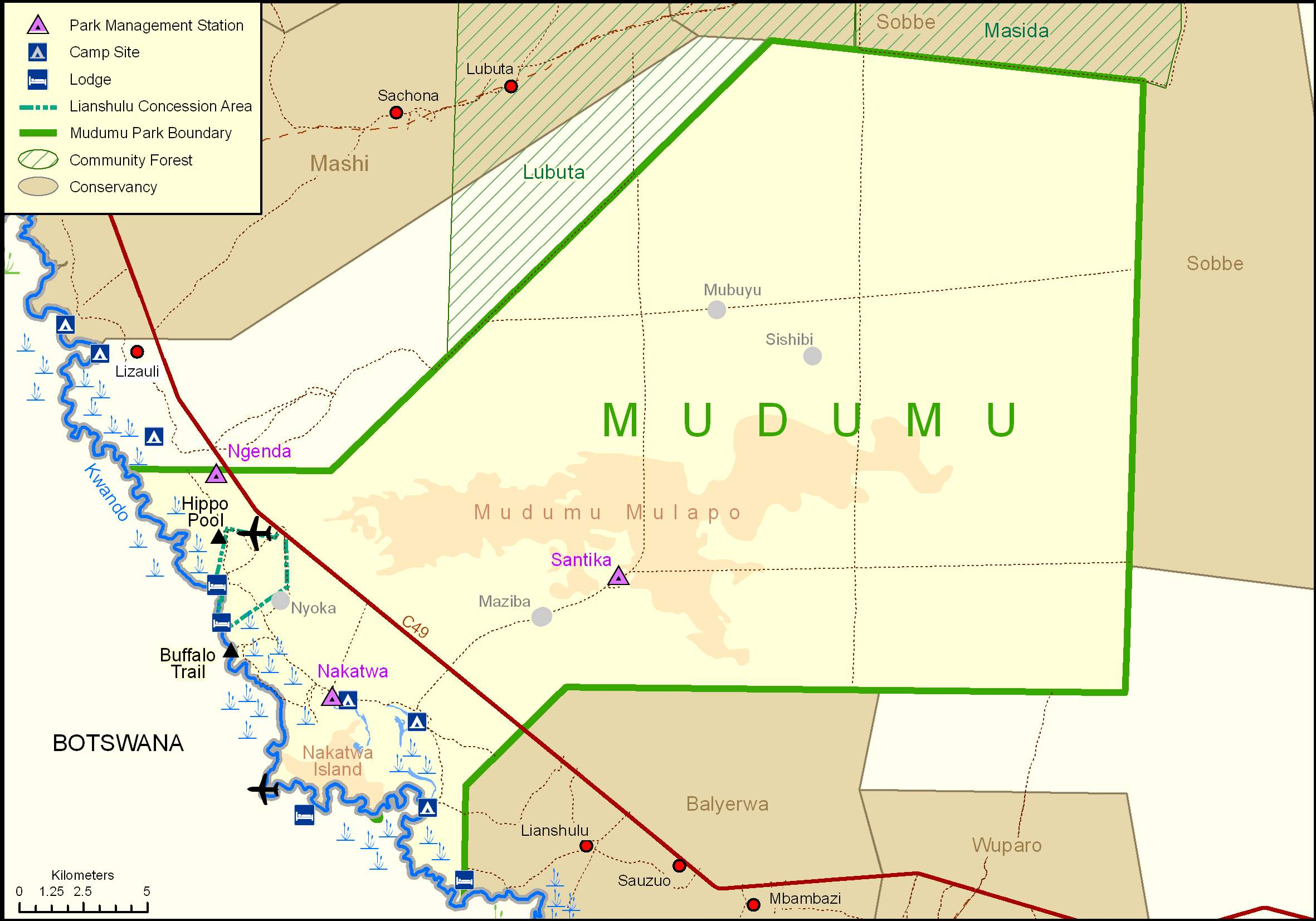

Мудуму (національний парк) (англ. Mudumu National Park) — національний парк розташований в регіоні  Замбезі в  Намібії. Західним кордоном Національного парку Мудуму є річка Квандо (англ. Kwando). Створено в 1990 році на площі 1009,59 km² савани, лісів mopane i болотистих ділянок на східному березі річки Cuando.

## Туризм
До Національного парку Мудуму можна доїхати по шосе D3511 у східному напрямку, з'їжджаючи з B8 за мостом Kongola. Дозвіл безкоштовний і видається в бюро, розташованих у Katima Mulilo, Windhoek, Susuwe i Nakatwa.
Парк міститься на малярійних територіях, тому необхідно мати при собі профілактичні пігулки. На території парку є тільки одна, не огороджена наметова ділянка з річковою водою і придатними санітарними умовами. Відвідувачі повинні мати при собі питну воду, паливо і їжу.

## Флора і фауна
Природа Національного парку Мудуму дуже різноманітна і відрізняється від природи інших регіонів Намібії завдяки великій кількості води, що витікає з життєдайної річки Квандо.
Зустрічаються там антилопи ситатунга, антилопи лічі, плямиста видра, бегемоти i крокодили.
Інші тварини, що проживають у парку це слони, буйволи, чалі антилопи, імпали, куду, сурикатки i зебри Бурчелла, а також 430 видів птахів.
Вздовж річки Квандо розляглися вологі біотопи із заростями папірусу i буйними лісами. Рівнинні території, значно віддалені від річки, поросли змішаними лісами з деревами мопане, розповсюджені африканські савани.

## Ресурси Інтернету
- Вікісховище має мультимедійні дані за темою: Мудуму (національний парк)
- NamParks Project[недоступне посилання з квітня 2019]
- Kavango-Zambezi Trans-frontier Conservation Area (KaZa TFCA)
- Національний парк Мудуму